# Институт литературы и искусства имени М. О. Ауэзова
Институт литературы и искусства имени М. О. Ауэзова (ИЛИ им. М. О. Ауэзова КН МОН РК) — научно-исследовательский институт при Комитете по науке Министерства образования и науки Республики Казахстан.
Институт является единственным научным центром в республике, который проводит фундаментальные и прикладные исследования по актуальным вопросам казахской фольклористики, литературоведения и искусствоведения. В институте проводится комплексный анализ казахской литературы и искусства в период с древних времен до наших дней, проводятся исследования по теории литературы, фольклора, музыки, театра и кино, изобразительного искусства, рукописей и текстологии (текстологии) и библиографии, академических сборников классики казахской литературы, коллективные научные монографии и серийные издания. В разные годы ученые института опубликовали 100 томов книги «Бабалар сози», 50 томов научных трудов М. О. Ауэзова, «История казахской литературы» (10 томов), «Антология казахской музыки» (5 томов). «История казахского искусства» (3 тома), «Классические исследования» (34 тома), «Жамбыл», «Абай», «Куляш», «Курмангазы», «Абылхан Кастеев» и другие., опубликованные научные книги.
Основные научные направления/отделы института:
- Отдел фольклористики;
- Отдел древней и средневековой литературы;
- Отдел абаеведения и современной литературы;
- Отдел литературы и художественной публицистики эпохи Независимости;
- Отдел внешних литературных связей и аналитики;
- Отдел рукописей и инноваций;
- Отдел музыковедения;
- Отдел театра и кино;
- Отдел изобразительных искусств;
- Отдел ауэзововедения (Научно-культурный центр «Дом М.Ауэзова»).

## История
Литературно-художественный институт им. В 1936 году в Академии наук СССР было открыто казахское отделение казахского отделения казахского языка, литературы и фольклора. С 1941 года этот сектор был включен в Институт истории, языка и литературы, а в 1945 году был преобразован в Институт языка и литературы. В мае 1961 года он был отделен от института Институтом литературы и искусства Академии наук Казахской ССР. В августе того же года институту было присвоено имя М. О. Ауэзова. В ноябре 1963 г. в институте было открыто научное отделение, изучающее литературно-мемориальный музей М. О. Ауэзова и писательское наследие. С 1996 года этот музей стал научно-культурным центром «Дом Ауэзова» .
С момента создания Института литературы и искусства им. М. О. Ауэзова стал основным научным учреждением по изучению казахской литературы, фольклора и искусства. Ученые института вносят большой вклад в изучение истории и теории отечественной литературы и искусства, творческого наследия выдающихся литературных и художественных деятелей.
В разные годы в институте Института архитектуры и машиностроения им. М. О. Ауэзова, З. А. Ахметова, Л. М. Ауэзова, М.Базарбаева, И. Х. Габдирова, М.Габдуллина, А. Ж. Дербисалина, А. Т. Дуйсенбаева, М. Т. Дюсенов, Б. Г. Ерзакович, М. Джармухамедулы, А. К. Жубанов, К.Жумалиев, Б.Кенжебаев, М. К. Каратаев, Б.Кундакбаев, А. К. Наримбетов, Е. В. Лизунова, Ш. С. Сатбаева, М. С. Сильченко, Н. С. Смирнова, А. Тажибаев, Е. С. Исмаилов, Ж. Исмагулов, А. Шарипов и другие. видные ученые, литературные и культурные деятели.
Формирование института Ауэзов внес большой вклад. Он родился в 1943 году. С января 1946 года — старший научный сотрудник литературного сектора института, с 1946 года — история казахской литературы. История, 1957. заведующий отделом фольклора.
1946. Когда была основана Академия наук, он был избран первым действительным членом Академии. Во время учёбы в институте Мухтар Омарханулы написал множество исследований по истории литературы, литературы, творчеству Абая. По случаю 100-летия Абая была открыта и исследована кафедра изучения наследия Абая . Сильченко Б. Жакупбаев Г. Сагади С. Муканов б. служил.
Она была автором и главным редактором первого тома истории казахской литературы (1948, 1960). 1959. «Мысли каждого года», 1962 Изданы научные сборники «Время и литература» . Основатель исследований Абая, он посвятил более 30 лет изучению жизни великого поэта, его литературного наследия, коллекции, издательской деятельности. Произведения Абая в 1933, 1939, 1940, 1945, 1949 гг. полные коллекции Он был опубликован под редакцией Ауэзова. Монография «Абай (Ибрагим) Кунанбаев» в 1967 году были опубликованы.
Институт был основан в 1991 году. Обозначение Абая было вновь открыто, и творческая группа (Ахметов, С. Кирабаев, К. Мухамедханов, М. Мырзахметов, Ж. Исмагулов) стала лауреатом Государственной премии Казахстана за исследование и публикацию творческого наследия Абая (1996).). Ученые института Наследие Ауэзова с 1967 по 1969 год Под руководством Базарбаева он опубликовал 12 томов, а в 1979—1985 годах опубликовал 20 томов. В 1997 году была выпущена полная коллекция из 50 томов. Миссури О творчестве Ауэзова 3. Ахметов Р. Бердыбай М. Мырзахметулы, Б. Кундакбайулы, Т. Журтбай, Т. Акимова т. б. его работы были опубликованы, защищены его кандидатские и докторские диссертации. Материалы торжественных собраний и научно-теоретических конференций, посвященных 80-летию Ауэзова с участием института «Мухтар Ауэзов — Классика советской литературы» (1980), фестивали и материалы научных конференций в связи с 90-летием «Мухтар Ауэзов и современная литература» (1989).
Были организованы праздничная сессия и международная научная конференция, посвященная 100-летию великого художника ЮНЕСКО, а их материалы стали личной коллекцией. Ученые института «Наследие Мухтара». «Наследие Мухтара» вышло на двух языках (1997).
С 2002 года международная научно-теоретическая конференция «Ауэзовские чтения» традиционно проводится ежегодно.
Основными научными направлениями научно-культурного центра «Дом Ауэзова» являются изучение и публикация творческого наследия М. О. Ауэзова. Центр «Хроника жизни и искусства М. Ауэзова», «Библиографический указатель по творчеству М. О. Ауэзова», «Неизвестный Ауэзов», «Мухтар Ауэзов», энциклопедия и др. подготовлено и выпущено. Основным достижением сотрудников Центра является подготовка 50-томной коллекции академических сочинений великого писателя. В 2011 году был опубликован последний 50-й том этой многолетней работы.
Ученые института активно изучают древнеказахскую литературу. Литературные памятники тюркоязычных народов XIII—XIV веков — Огуз-нама, Мухаббат-нама — впервые переведены на казахский язык в 1986 году вместе с оригинальными текстами. Впервые перевод был сделан в 1993 году, что дало научное понимание транскрипции книги великого поэта и философа тюркского мира XII века и его книги «Дивани хикмет» на древнетюркском языке.
Материалы по истории и культуре Казахстана, опубликованные в казахской прессе в XIX и начале XX веков, публикуются газетой «Институт истории степи» (5 книг), статьи и переписка на странице «Айкап». Алаш. Сарыарка «,» Журналы казахской революционной печати «,» Наследие казахского народа «,» Туркестанская газета «,» Айкап «и» Казах ".
Ученые института проделали большую работу по оправданию и сбору наследия деятелей Алаша, подвергшихся сталинским репрессиям. В результате Ш. Кудайбердиев, М. К. Копеев, А. Байтурсынов, М. Дулатов, Г. Карашев, М. Жумабаев, С. Торайгыров, Ж. Аймауйтов, С. Садуакасов и другие. В советское время издавались академические издания невинных писателей и видных деятелей искусства.
В 2004—2011 годах Институт принимал активное участие в реализации национального стратегического проекта «Культурное наследие» Республики Казахстан. В рамках этой финансируемой государством программы изданы 10 томов «Истории казахской литературы», 8 томов «Антологии казахской музыки», 3 тома «Всемирная литература», «Фольклорные исследования мира». Опубликовано 75 томов первых 100 томов серии «Бабалар сози» и 11 томов 20 томов серии «Литературные памятники».
Исследования современного состояния мировой и казахстанской литературы публикуются в следующих разделах: «Литературные народы Казахстана» (2004), «Истории XX—XXI веков», (2006), «Международные книги в казахской литературе в период недостаточности» (2008). был опубликован.
С 2006 года начался новый этап в развитии научных исследований в институте. Сотрудники института уделили особое внимание изучению современных процессов литературоведения и искусствоведения независимого Казахстана. Законы художественного признания идеи независимости в отечественной литературе изучались в связи с литературным процессом. Идея национальной идеи в художественной литературе тоталитарной системы и идея независимости нации были изучены. Произведения, написанные под влиянием коммунистической идеологии, были рассмотрены в новом смысле и отражают принципы и методы отражения идеи независимости произведений М. Ауэзова.
Мировой литературный процесс на современном этапе был изучен, в результате чего была собрана коллективная монография «Мировая литература в новую эпоху», где собраны современные тенденции развития литературы в разных странах и социальные проблемы в современную эпоху глобализации. Корейская, словацкая, американская, арабская) и близкие (русская, украинская, молдавская, киргизская, азербайджанская) страны. литературные критики и критики Азербайджана, Молдовы, России, Румынии, Болгарии, Словакии и Германии.
Рассмотрены особенности классических течений в разных областях казахстанского искусства XX века, а искусство периода Независимости стало основным предметом исследования.
Работа по копированию фольклорного и музыкального наследия, хранящегося в фондах Центральной научной библиотеки и отдела рукописей и инноваций, осуществляется в электронном виде. Музыкальное наследие, собранное во второй половине XX века, оцифровывается.
Институт проводит научные исследования на основе межправительственных соглашений, таких как совместные исследования, совместные фольклорные экспедиции, участие в международных конференциях, научный обмен.
Два тома совместного сочинения «Летувий песня под домбру» (2009) и «Небосводы над моей головой» (2010) были опубликованы в Москве вместе с «Творческой литературой» в Москве. Томас включал фольклорное наследие и благородный казахский жемчуг, скульптуры, в том числе средневековую и древнюю литературу. Совместно с издательством «Творческая литература» подготовлено и внедрено шесть текстов казахского народа в двух томах литературных памятников народов СНГ «Парусный спорт под вечным небом» (Москва 2010). Книги были представлены Библиотеке Сорбонны, которая была представлена в Сорбонне, Вене, Берлине и планировалось провести литературные курсы СНГ. Министерство культуры, спорта и туризма Республики Корея работает над проектом «Изучение и сохранение мифов, сказок и эпопей в Корее и Центральной Азии». Исходя из этого, в книге «Казахстан» на корейском языке было опубликовано 9 произведений казахского фольклора.
Институт издает научно-популярный литературный журнал «Керуен» с 2005 года. Журнал публикует статьи из стран дальнего зарубежья (Германия, Франция, Румыния, Турция, Корея) и зарубежья (Россия, Беларусь, Узбекистан, Кыргызстан и др.). Журнал зарегистрирован на ISSN в Париже.

## Управление института
В разные годы директорами института работали Ауэзов М., Базарбаев М., Шарипов А., Ахметов З., Елеукенов Ш., Ибраев Ш., Каскабасов С., Кирабаев С. и другие известные ученые и государственные деятели Республики Казахстан
Директор института:
С 2012 по 2018 годы директором института был академик Национальной академии наук Республики Казахстан, доктор филологических наук, заслуженный деятель Республики Казахстан Калижанов Валихан Калижанович;
В 2018 году директором института был назначен заслуженный деятель РК, доктор филологических наук Матыжанов Кенжехан Ислямжанович.